# Лієлварде
Лієлварде (латис. Lielvarde) — місто в Відземе, на південному сході Латвії. До 1917 року — Ленневарден (нім. Lennewarden).

## Назва
- Лієлварде (латис. Lielvarde;  вимова)
- Ленневарден (нім. Lennewarden)

## Географія
Розташоване на правому березі Західної Двіни, на 55 кілометрі шосе Рига—Даугавпілс. Через місто проходить залізниця Рига — Москва.

## Історія
Територія, на якій знаходиться місто, до приходу Ливонського ордена, була зоною конфліктів між лівами та балтами. Містечко Ленневарден згадується в хроніці 1201 року. Археологічні розкопки виявляють численні доісторичні артефакти. Кам'яний замок був побудований в 1229 році. Близько 70 % населення загинули у Велику чуму 1710 року. Могутній поштовх до розвитку міста дала побудована в 1861 році залізниця Рига — Дінабург. У Першу світову війну місто було зруйноване, але відновлене під час незалежної республіки. За радянських часів відомий колгоспом «Лачплесіс», що варив один з найпопулярніших сортів пива. Зараз пивоварне виробництво входить до скандінавської промислової групи Royal Unibrew.

## Населення
Населення близько 6 400 чоловік, друге за чисельністю, після Огре, місто Огрського краю.

## Пам'ятки
- Руїни замку
- Музей Андрейс Пумпурса
- Камінь Лачплесіса
- Національний парк «Лієлварде»
- Водоспад Румбіняс (близько 1,8 м у висоту, на однойменній річці)
- Сад скульптур в парку Лієлварде

Традиційний орнамент на витканих лієлвардських поясах надзвичайно популярний. Він частково включений в дизайн сучасних латвійських банкнот.